# Młodowski Potok
Młodowski Potok – potok, lewobrzeżny dopływ Popradu o długości 4,55 km.
Potok płynie w Beskidzie Sądeckim. Początek bierze na południowy wschód od szczytu Niemcowej, na wysokości ok. 930 m n.p.m. Dalej płynie na północny wschód doliną położoną pomiędzy grzbietem głównym Pasma Radziejowej na odcinku Niemcowa – Kordowiec, a grzbietem Kamiennego Gronia. Młodowski Potok przyjmuje dopływy spływające z ich zboczy, ale prawie wszystkie uchodzą do niego z lewej strony. Ujście do Popradu znajduje się w Młodowie w województwie małopolskim, w powiecie nowosądeckim, w gminie Piwniczna-Zdrój. Nazwa potoku pochodzi od nazwy miejscowości Młodów, przez którą płynie.